# Вощило, Василий Матвеевич
Василий Матвеевич Вощило (Ващила) — войт (староста) деревни Селище, руководитель антифеодального восстания крестьян Кричевского старостата в 1743-1744 гг.

## Биография

### Участие в крестьянских протестах
Занимал должность войта деревни Селище.
С 1731 возглавлял крестьянские протесты против феодального гнева, неоднократно отбывал наказания в Кричевской тюрьме.
В начале 1740 года в старостате начались волнения: крестьяне отказывались выполнять повинности, не платили барщину. Весной появились первые вооруженные крестьянские отряды, которые нападали на должностных лиц, препятствовали работам в лесах и на будах. Особенно активно в это время действовал Ващило, собравший вокруг себя несколько сот крестьян. В мае 1740 г. отряд Ващилы напал на Буду возле деревни Самотевичи в Лучицком войтовстве. Приблизительно в то же время была разгромлена Бухановская Буда.
В конце мая положение в Кричевском старостате вновь стало весьма напряженным. Администратор вынужден был просить Иеронима Флориана Радзивилла прислать войско. По его словам, в Кричевском старостате образовалась «настоящая козаччина».
Только в начале июля администрации староства удалось нанести поражение отряду В. Ващилы с помощью конных земян (помещиков; от польск.: zemia — земля), прибывших из Копыси. Ващила был схвачен и отправлен «в тые краи», после чего бунты временно прекратились.
Согласно донесению Прилецкого Радзивиллу от 17.07.1740 на некоторое время «бунты в старостве затихли, а крестьянские группы, которые собирались, разошлись».
В середине июля Василий Ващила возглавил новые волнения в старостве, объявив себя внуком лидера восстания 1648 года Богдана Хмельницкого. Повстанцы установили контроль над староством, однако продолжали платить Радзивиллу налоги, волнения перекинулись на соседние волости. В связи с этим  Иероним Флориан Радзивилл сменил арендатора Ицкевича на Хрептовича. Впрочем, вскоре тот, как и его предшественники, стал разорять крестьян.

### Во главе Кричевского восстания
Основная статья: Кричевское восстание
Осенью 1743 года Радзивилл назначил кричевским губернатором П. Телецкого. Однако недовольные крестьяне не дали ему установить свою власть во всех районах староства. Затем Ващила и сельские войты под предлогом проверки полномочий Телецкого заставили его выехать из города, взяв власть в свои руки.
В конце 1743 года Ващила стал во главе вооруженного выступления крестьян, которые громили имения зажиточных дворян и ростовщиков, уничтожали долговые книги. Отряд Василия Ващилы насчитывал несколько сотен крестьян.
В 1744 году Ващила в своем манифесте, адресованному Трибуналу ВКЛ, обещал походы в разные часть Княжества, включая столицу — Вильно. Он провозглашал, что будет вести борьбу против ростовщиков, арендаторов, обещал не трогать шляхетское имущество, призывал всех желающих вливаться в его отряд. В манифесте Ващила объявлялся в должности «атаман и великий гетман».
В январе 1744 в боях под Кричевом и около деревни Церковище войска Иеронима Флориана Радзивилла разбили крестьянские отряды и жестоко расправились с повстанцами.
Василий Ващила сбежал в Стародуб, где был заточен в крепости, где и умер от дизентерии несколько месяцев спустя.